# 増田昇
増田 昇（ますだ のぼる、1952年 - ）は、日本の造園学者。大阪府立大学大学院生命環境科学研究科教授。専門はランドスケープアーキテクチュア、造園学、都市計画学。
2011年より日本造園学会会長。大阪府、堺市をはじめ、都市行政の委員を歴任。

## 略歴
- 1952年 - 大阪府生まれ。
- 1974年 - 大阪府立大学農学部卒業
- 1977年 - 海外留学を経て大阪府立大学大学院農学研究科修士課程修了（指導教授は久保貞）
- 1977年 - 市浦都市開発建築コンサルタンツ勤務
- 1985年 - 大阪府立大学農学部助手
- 1997年 - 大阪府立大学教授